# Vachieri
Vachieri è un cognome di lingua italiana.

## Varianti
Il cognome non presenta varianti.

## Origine e diffusione
Il cognome è tipicamente toscano.
Potrebbe derivare dal termine latino vacca ed essere affine al cognome Vacca o dal prenome Gualcario ed essere affine a Gualchieri.